# Béjar
Béjar é uma cidade e município da Espanha situada na província de Salamanca da comunidade autónoma de Castela e Leão. O município integra o partido judicial de Béjar e a mancomunidade  Embalse de Béjar. Tem 45,74 km² de área e em 2021 tinha 12 269 habitantes (densidade: 268,2 hab./km²).
A cidade situa-se 73 km a sul da capital da província, Salamanca, 20 km a nordeste de Hervás, 54 km a nordeste de Plasencia e 94 km a leste de Cidade Rodrigo. Está geminada com a cidade portuguesa da Guarda.

## Descrição
Béjar situa-se a cerca de 953 metros de altitude, é a localidade mais importante do sudeste da província salamantina e a capital ou centro de serviços da comarca. Além de Béjar, fazem parte do município as localidades de Fuentebuena, Palomares, Valdesangil, El Castañar e La Glorieta.
A etimologia do topónimo Béjar é incerta, embora seja provavelmente prérromana. Estão documentadas as formas passadas de Biclara e Biclaro.
| Municípios limítrofes e Béjar |                                   |                                   |
| La Calzada de Béjar           | Sanchotello e Navalmoral de Béjar | Fresnedoso                        |
| Aldeacipreste                 |                                   | Navacarros e Vallejera de Riofrío |
| Cantagallo                    | Candelario                        | Solana de Ávila                   |

## História

### Idade Média
A chamada Comunidad de villa y tierra de Béjar ("comunidade da vila e da terra de Béjar") foi segregada do enorme concelho de Ávila entre 1205 e 1209. A vila propriamente dita foi fundada na segunda metade de 1208. A localização privilegiada da vila num ponto defensivo chave, alcandorado entre a meseta norte e sul, num período em que Afonso VIII de Castela (r. 1158–1214) receava os avanços muçulmanos, quando Béjar era a fronteira com o reino rival de Leão, deve ter contribuído para a sua fundação. A primeira menção escrita da localidade data de 5 de janeiro de 1209, unum documento no qual o monarca castelhano demarca os limites entre os concelhos de Béjar e de Ávila. Apesar de ser provável que a vila tivesse um foral desde a sua fundação, só há registo de um datado de 1260.
Durante a Idade Média, a pecuária foi a base da economia local, se bem que a partir do século XIII as vinhas também adquiriram grande importância económica. Durante vários séculos, conviveram em Béjar cristãos, muçulmanos e judeus.[carece de fontes?] Em 1396, a vila deixou de ser território de realengo e passou a ser um senhorio pessoal — em troca da vila de Frías, Henrique III de Castela deu Béjar a Diego López de Zúñiga. Este facto foi decisivo para que,  devido à perda do voto nas Cortes e à passagem para a posse dos Zúñiga, Béjar fosse posteriormente incluída na província de Salamanca e ao Reino de Leão nas Cortes de 1425.
Álvaro de Zúñiga (1410–1488), senhor de Béjar, beneficiou dos conflitos entre Henrique IV de Castela e o irmão deste, Afonso de Castela, de quem foi apoiante. Esta atitude continuou na guerra de sucessão que estalou a seguir à morte de Henrique IV entre a filha deste, Joana, a Beltraneja e a irmã do defunto Afonso de Castela, Isabel. Álvaro de Zúñiga, que anteriormente tinha sido nomeado  duque de Arévalo em 1470, e  duque de Plasencia em 1476, foi nomeado  duque de Béjar mediante uma Real Cédula de 12 de outubro de 1485, emitida pelos Reis Católicos Isabel e Fernando, embora tenha perdido Béjar e Plasencia, que retomaram o estatuto de realengo.

### Idade Moderna
No verão de 1492, os judeus do Senhorio de Béjar viram-se obrigados a converter-se ao cristianismo para não serem expulsos. No entanto, as conversões fingidas foram um fenómeno comum. O duque de Béjar Álvaro II de Zúñiga y Guzmán, que anteriormente tinha sido um tenaz defensor dos judeus, por estar interessado no desenvolvimento económico e demográfico devido aos judeus do senhorio de Béjar no século XV, mudou a sua postura após o Édito de Expulsão, apossando-se de propriedades de judeus. É também após a publicação desse édito que se assiste a uma onda de antissemitismo no senhorio, com manifestações contra os conversos e a queima e saque de propriedades abandonadas pelos judeus.
No século XVI, o 4.º duque de Béjar ordenou a construção dos jardins chamados "El Bosque" e pelo empenho da casa ducal no mecenato. É conhecida a dedicatória de Cervantes no seu Dom Quixote ao duque Alonso de Zúñiga, bem como a dedicatória de Luis de Góngora na sua obra inacabada Soledades.[carece de fontes?]
Os membros da Casa de Zúñiga tiveram senhorios um pouco por todo o território espanhol: duques de Béjar; condes de Plasencia, Gibraleón, Arévalo, Miranda del Castañar, Trujillo, Ledesma, Ayamonte e Belalcázar; marqueses de Valero; viscondes de Puebla de Alcocer; senhores de Capilla Olvera e Burguillos.
Desde muito cedo, a produção de tecidos foi importante na vila. Essa atividade iniciou-se com a chegada de artesãos têxteis flamengos, trazidos pela Casa Ducal para desenvolver a indústria local em 1691. A primeira vaga de flamengos foi um fracasso, pois grande parte dos mestres têxteis emigraram nos primeiros anos após a sua chegada. Não obstante, continuaram a chegar outros artesãos, atingindo-se um pico de afluência nos primeiros 15 anos do século XIX. O género têxtil que acabou por se consolidar no século XIX foi o de tecidos finos. O apoio do ducado de Béjar a esta atividade económica industrializadora durante o século XVIII foi "excecional" e contrastou com outras tentativas efémeras e sem continuidade noutros campos e o êxito duvidoso dos duques no estamento nobiliário espanhol.
Béjar passou por um processo de proto-industrialização durante todo o século XVIII, que pode explicar o grande desenvolvimento têxtil que caraterizou a cidade durante os dois séculos seguintes. A cidade sofreu então grandes mudanças urbanísticas, sociais e políticas.[carece de fontes?]

### Idade Contemporânea
O liberalismo favoreceu e consolidou a burguesia bejarana incipiente no início do século XIX, permitindo o controlo político de Béjar após a abolição dos privilégios senhoriais do duque de Béjar, um título que tinha passado para a duquesa de Osuna no século XVIII.
O desenvolvimento da indústria têxtil bejarana foi notável, apesar de afetado por crises cíclicas, causadas pela excessiva dependência dos contratos com o Estado, a situação geográfica desfavorável e pela chegada tardia do caminho de ferro, que tornavam muito difícil competir com a indústria têxtil catalã.
O município foi integrado em 1785, com a reforma administrativa territorial do conde de Floridablanca, no que viria a ser a província de Salamanca. Essa situação manteve-se com a divisão territorial de 1833, decretada por Javier de Burgos, que incluiu Béjar e as povoações dela dependentes na província de Salamanca da Região de Leão, uma decisão que teve a oposição das autoridades municipais. O ayuntamiento solicitou a segregação de Salamanca e a incorporação a Ávila, a cuja jurisdição tinha pertencido na segunda metade do século XII e primeira década do século XIII. Foi feita uma nova petição 18 anos depois, em 1851, também sem êxito. O título de cidade foi concedido por Isabel II em 1850, graças às atuações do ministro das finanças José Sánchez Ocaña, que era natural de Béjar. Ao título de "Muy Noble", concedido por Afonso IX de Leão pela participação na conquista de Cáceres em 1229, somou-se o de  "Muy Leal", concedido pelos Reis Católicos em 1492 pela participação nas conquistas de Málaga e de Granada, e o de "Liberal y Heroica" a seguir à revolução de 1868, durante a qual os bejaranos resistiram á tropas de Isabel II. Na Primeira República Espanhola, a cidade declarou-se cantão durante a Revolução Cantonal.
A indústria local beneficiou com a Guerra Civil Espanhola, pois Béjar situava-se na zona "nacionalista", ao contrário da Catalunha, dominada pelos republicanos. A vitória militar franquista viria a estabelecer um laço de união firme entre o novo regime e a burguesia bejarana, constituída por um conjunto de famílias, onde se destacavam os Izard, os Rodríguez Arias e os Cid Gómez-Rodulfo. Depois da guerra, a indústria local passou a fornecer tecidos para os uniformes do exército e de vários corpos de funcionários públicos. O auge do têxtil bejarano deu-se na década de 1960, mas na década seguinte começou o fim da atividade têxtil, que sofreu crises, altos e baixos e uma tímida recuperação até que sobreveio a grande crise do início dos anos 1990.

### Território histórico de Béjar
Béjar foi o centro de um território formado pela própria vila e por uma série de povoações que a circundavam. Esse conjunto territorial, conhecido como "Comunidad de Villa y Tierra de Béjar" ("comunidade da vila e da terra de Béjar") estava organizado de forma independente, mediante um foral que regulava todos os aspetos da vida da comunidade, não tendo qualquer jurisdição superior a não ser a do próprio rei.[carece de fontes?]
Todas estas liberdades jurídicas foram desaparecendo com a senhorialização. Em 1396, a Terra de Béjar foi convertida num senhorio, que durante o reinado dos Reis Católicos foi elevado a ducado. Este foi extinto em 1833, com a abolição definitiva do Antigo Regime. O fim do ducado marcou também o fim da unidade territorial que tinha perdurado 624 anos, desde 1209.[carece de fontes?]

## Demografia
| 1842  | 1857   | 1860   | 1877   | 1887   | 1897   | 1900   | 1910   | 1920   |
| 4 994 | 11 329 | 12 772 | 12 312 | 12 312 | 9 826  | 9 610  | 9 065  | 9 049  |
|       | 126,9% | 12,7%  | 3,6%   | 0%     | 20,2%  | 2,2%   | 5,7%   | 0,2%   |
| 1930  | 1940   | 1950   | 1960   | 1970   | 1981   | 1991   | 2001   | 2011   |
| 8 928 | 12 580 | 15 511 | 16 631 | 17 949 | 17 298 | 17 125 | 15 123 | 14 511 |
| 1,3%  | 40,9%  | 23,3%  | 7,2%   | 7,9%   | 3,6%   | 1%     | 11,7%  | 4%     |

## Política
| Partido político                              | 2003     | 2003     | 2003        | 2007     | 2007     | 2007        | 2011     | 2011     | 2011        | 2015     | 2015     | 2015        |
| Partido político                              | %        | Votos    | Verea dores | %        | Votos    | Verea dores | %        | Votos    | Verea dores | %        | Votos    | Verea dores |
| --------------------------------------------- | -------- | -------- | ----------- | -------- | -------- | ----------- | -------- | -------- | ----------- | -------- | -------- | ----------- |
| Partido Popular (PP)                          | 56,08    | 5 287    | 10          | 41,83 \| | 3 858 \| | 7           | 61,42    | 5 068    | 11          | 47,32    | 3 420    | 9           |
| Partido Socialista Operário Espanhol (PSOE)   | 36,21 \| | 3 414 \| | 7           | 47,52    | 4 382    | 9           | 29,30 \| | 2 418 \| | 5           | 16,65 \| | 1 203 \| | 3           |
| Tú Aportas Béjar (TAB)                        | -        | -        | -           | -        | -        | -           | -        | -        | -           | 16,06 \| | 1 161 \| | 3           |
| Cidadãos (C's)                                | -        | -        | -           | -        | -        | -           | -        | -        | -           | 7,39 \|  | 534 \|   | 1           |
| En Común (EC)                                 | -        | -        | -           | -        | -        | -           | -        | -        | -           | 5,3 \|   | 383 \|   | 1           |
| Entre Todos Béjar (ETB)                       | -        | -        | -           | -        | -        | -           | -        | -        | -           | 3,47 \|  | 251 \|   | 0           |
| Ciudadanos por Béjar y Comarca (CxByC)        | -        | -        | -           | -        | -        | -           | -        | -        | -           | 2,03 \|  | 147 \|   | 0           |
| Esquerda Unida (IU)                           | 3,74 \|  | 353 \|   | 0           | 2,34 \|  | 216 \|   | 0           | 5,49 \|  | 453 \|   | 1           | -        | -        | -           |
| Unidade Regionalista de Castela e Leão (URCL) | -        | -        | -           | -        | -        | -           | 0,90 \|  | 74 \|    | 0           | -        | -        | -           |
| União do Povo Salmantino (UPSa)               | 2,39 \|  | 225 \|   | 0           | -        | -        | -           | -        | -        | -           |          |          |             |

## Transportes públicos
Béjar é servida por serviços regulares de  autocarro com a generalidade de Castela e Leão, com a Estremadura, Andaluzia, Cantábria e Astúrias através das linhas da empresa ALSA Cáceres–Salamanca, Gijón–Sevilha (via Badajoz ou Mérida), Santander–Sevilha e Valladolid–Sevilha.
A cidade tem uma estação ferroviária na Linha Via da Prata, que ligava Gijón a Sevilha, via , Salamanca, mas que desde 1985 se encontra desativada no trecho entre Astorga e Plasencia (onde se situa Béjar). Pela estação passavam os comboios TER e TAF Sevilha–Gijón, o Ferrobús e Ómnibus Plasencia–Salamanca e o Expresso Badajoz–Salamanca.

## Património histórico-artístico
O centro histórico da cidade foi declarado "Conjunto Histórico Artístico" (antecedente da figura de "Bem de Interesse Cultural") em 1974. Nessa parte da cidade é especialmente interessante a arquitetura popular serrana, a muralha medieval, o Parque de El Bosque e diversos edifícios civis e religiosos.
El Bosque
O Parque de El Bosque é um dos raros exemplos de jardim à italiana que se conserva em Espanha. Foi construído pelos duques de Béjar no século XVI como villa de recreação, com um palacete, um quiosque, tanque e estátuas. Foi remodelado no século XIX e atualmente (2015) é propriedade municipal. Foi declarado "Jardim Artístico" (antecedente da figura de "Bem de Interesse Cultural") em 1946.
Igreja do Pilar e de São José
Foi construída nas décadas de 1960 e 1970 em estilo neorromânico italiano. O seu interior é colorido devido aos mosaicos que a decoram. É uma das igrejas mais belas de Béjar, não só pela sua arquitetura, mas também por estar aninhada no sopé do Tomillar, de onde se avista a cidade. Na sacristia conserva-se um Cristo da Agonia, uma obra do escultor bejarano Mateo Hernández (1884–1949) realizada na sua juventude. Na capela-mor há uma cabeça de Cristo esculpida pelo mesmo artista, que foi propriedade de Emilio Muñoz, o patrocinador da igreja.
Monumento aos Sagrado Coração
É uma obra do escultor madrileno Ángel García, situada em El Castañar, que foi financiada por uma subscrição popular.
Igreja de São João Batista
Foi construída no século XIII em estilo românico. Desse período conserva-se a abside e a torre de atalaia. Foi ampliada no século XVI. No seu interior conservam-se as coberturas em madeira do século XVI, as imagens de São Francisco de Assis, Nossa Senhora das Dores, entre outras, um busto do Ecce homo e vários quadros. Em frente à igreja, no chamado "Parapeito", guardam-se os andores de procissão, a maior parte deles do século XX, entre os quais se destaca um Calvário do artista bejarano González Macías.
Calle Mayor
É o eixo de comunicação entre a zona antiga e a zona moderna, onde se situa maioria dos estabelecimentos comerciais da cidade. As suas casas, predominantemente dos séculos XVIII, XIX e XX, são geralmente propriedade da antiga burguesia industrial. Caraterizam-se pelas suas galerias envidraçadas.
Museu do Escultor Mateo Hernández
Está instalado num edifício que foi o hospital e igreja de São Gil, do qual apenas se conserva a abside e porta principal. O museu é dedicado ao escultor bejarano Mateo Hernández, embora também tenha expostas obras de outros escultores, como González Macías e Pérez Comendador.
Museu judaico David Melul
Está instalado numa casa solarenga com reminiscências góticas, junto à Igreja de Santa Maria. Mostra objetos relacionados com a história dos judeus em Béjar, além de uma maqueta da vila no século XV
Igreja do Salvador
Originalmente medieval, conserva da época da construção a abside e o primeiro corpo da torre-campanário. Foi ampliada no século XVI e passou por grandes reformas no século seguinte. Foi considerada a igreja mais bela da cidade durante vários séculos. Em 19 de fevereiro de 1936 foi devastada por um fogo, que deixou em pé apenas as paredes, tendo-se perdido todo o interessante artesoado, o retábulo, imagens e grande parte do arquivo. Quando foi reconstruída, foram adicionados os coros laterais. No seu interior destaca-se o andor de Pai Nosso Jesus das Vitórias, da autoria de González Macías.
Palácio dos Zúñiga
Foi um paço ducal, reconstruído pelos duques de Béjar (a um dos quais, Alonso Diego López de Zúñiga y Sotomayor, Cervantes dedicou o Dom Quixote). Foi declarado "monumento histórico-artístico" (antecedente da figura de "Bem de Interesse Cultural") em 1931. Tem um pátio renascentista com uma fonte chamada Venera. Nas enjuntas ostenta escudos com as letras F e G (Francisco e Guiomar, que mandaram reconstruir o palácio). Num dos torreões há uma Câmara escura de onde se avista toda a cidade, a Serra de Béjar e os arredores. A primeira proprietária do edifício foi a rainha Violante, esposa de Afonso X, o Sábio (r. 1252–1284), de cujo dote de casamento fez parte o palácio. Atualmente alberga o Instituto Ramón Olleros Gregorio de Educação Secundária e Bacharelato.
Bairro da Judiaria
Situa-se nas traseiras do palácio; era onde viviam os judeus da vila na Iade Média.
Igreja de Santa Maria, a Maior
A Iglesia de Santa María la Mayor, originalmente românica e mudéjar, foi reconstruída no século XVI. Tem uma torre de granito, cujo último corpo é o campanário. O retábulo do altar-mor é de estilo barroco classicista e dedicado à titular da igreja. Há ainda outros retábulos de grande valor artístico, como o do Nazareno. Na Capela do Socorro há uma imagem da Virgem das Angústias do século XVII. Tem um órgão construído em 1711, do qual apenas se conserva o móvel, restaurado na década de 1980.
Igreja de Santiago
Também chamada La Antigua, é a mais antiga da cidade (século XII). Actualmente alberga o Museu de Arte Sacra na abside. A torre é simples e no interior conserva várias peças importantes, como o Cristo Jacente realizado em pedra calcária no século XVI, o quadro da Virgem da Antigua (século XV, o retábulo-mor do século XVIII, sepulturas, esculturas, vestuário litúrgico, etc.
Parque da Antigua
Situa-se junto à igreja homónima e das muralhas.
 Monumento ao Homem de Musgo
É uma obra do escultor Ricardo Martín Vázquez, que evoca uma lenda segundo a qual, na Idade Média, quando os árabes era donso da cidade, os cristãos cercaram-na e conseguiram entrar cobertos de musgo e avançando vagarosamente para se confundirem com arbustos. A porta da muralha pela qual entraram chama-se "Porta da Traição". O acontecimento é celebrado todos os anos vestindo musgo e representando os combates no dia de Corpo de Cristo.
Monumento aos Mártires da Liberdade
Foi inaugurado em 28 de setembro de 1868 e é da autoria do artista bejarano Ricardo Martín Vázquez.
Antigo Convento de São Francisco
Atualmente alberga um centro cultural, o Museu Valeriano Salas e escritórios do ayuntamiento. No claustro podem admirar-se os escudos dos Zúñiga, com a coroa ducal e as letras F M A (Francisco e Maria Andrea de Guzmán, filha dos  condes de Niebla, século XVI), além dos escudos da Ordem Seráfica, com uma cruz no centro de dois braços, um nu e outro com a manga do hábito franciscano e estigmas nas mãos.
Santuário de Nossa Senhora do Castañar
A Virgen del Castañar é a padroeira de Béjar e o seu santuário situa-se numa zona arborizada, onde predominam os castanheiro. Segundo a lenda, a imagem da Virgem foi encontrada por um pastor junto a um castanheiro e esse achado fez com que terminasse o surto de peste que assolava a vila.
Praça de touros de El Castañar
Construída inicialmente no século XVII em madeira e de forma poligonal, foi reconstruída em pedra entre 1704 e 1711 com forma octogonal. É a praça de touros redonda mais antiga de Espanha e foi declarada Bem de Interesse Cultural em 1998.
Rota das fábricas têxteis
A água do rio Cuerpo de Hombre ("corpo de homem"), pelo seu teor muito baixo de sal era muito propício para a preparação de tecidos e por isso as antigas fábricas têxteis situavam-se ao longo das suas margens. Atualmente existe um passeio para que os visitantes possam admirar os edifícios das antigas fábricas de panos.
Teatro Cervantes
Foi construído em finais do século XIX.
Jardim de Olivillas ou da Solana
É um jardim histórico que se supõe datar do início do século XIX e cuja estrutura é muito semelhante à dos carmens de Granada. O cimento e ladrilho com que foi construído são da altura da construção e por isso mesmo o jardim encontra-se ameaçado.

## Património natural
A Serra de Béjar é um contraforte do Sistema Central ibérico. Está classificada como reserva da biosfera pela UNESCO e conta com paragens de grande beleza e uma estância de esqui (Sierra de Béjar-La Covatilla), uma propriedade municipal. O rio Cuerpo de Hombre nasce na serra, no local de Hoyamoros; é afluente do Alagón, que por sua vez é afluente do Tejo.

## Festas e feiras
Festa da Virgem del Castañar — no dia 8 de setembro há uma romaria que acompanha a padroeira de Béjar desde o seu santuário até ao Miradouro da Virgem.
Festa de São Miguel Arcanjo — o outro padroeiro da cidade é celebrado em 29 de setembro.
Dia do Corpo de Cristo — realiza-se uma grande procissão, impulsionada desde o século XVI pelos senhores de Béjar. Carateriza-se por ser uma mostra dos poderes da cidade. Nela desfilam os "homens de musgo" (ver "Monumento ao Homem de Musgo"), que escoltam a bandeira de Espanha. Está classificada com Festa de Interesse Turístico Nacional desde 2010.
Feira de maio — realiza-se no primeiro fim de semana desse mês e é especializada em gado bovino e cavalos.
Festival de Cinema Espanhol de Béjar — realiza-se desde a década de 1990 na primeira semana de agosto.
Festival de Música das Três Culturas — desde que a procissão do Corpo de Deus foi classificada como Festa de Interesse Turístico Nacional que se realiza na cidade este festival dedicado à música das três culturas que conviveram na cidade na Idade Média: cristãos, muçulmanos e judeus.
Dia do calderillo bejarano — festival gastronómico onde se pode apreciar o prato típico bejarano, que se realiza no segundo domingo de agosto desde os anos 1970.
Semana Santa — as comemorações da Semana Santa de Béjar têm mais de 600 anos de tradição. Iniciam-se ainda antes da semana propriamente dita, na sexta-feira antes do Domingo de Ramos, quando se realiza a procissão da Irmandade de Jesus Nazareno e de Nossa Senhora das Angústias. A irmandade da Santa Vera Cruz, que organiza várias procissões da Semana Santa de Béjar, é uma das confrarias mais antigas de Espanha, datando a sua fundação de 1411.

### Usada no artigo
- Alegre Carvajal, Esther (2002). «El papel de los concejos en las Villas Ducales. Pleitos y paralización de programas artísticos» (PDF). Espacio, tiempo y forma. Serie VII, Historia del arte (15). pp. 49–70. ISSN 1130-4715
- Brossmann, Michael (2007). «El análisis del sector turístico en Béjar como caso de estudio de las nuevas políticas urbanas en las pequeñas ciudades». POLÍGONOS. Revista de Geografía (171). pp. 7–31. ISSN 1132-1202
- Cascón Matas, María del Carmen (2012a).  Fundación Joaquín Díaz, ed. «Los traslados de la Virgen del Castañar, patrona del alfoz de Béjar, a la villa. Una forma de aproximación a las tradiciones y las formas de vida durante el siglo XVIII» (PDF). Revista de folklore (360). pp. 24–41. ISSN 0211-1810
- García Sánchez, Jairo Javier (2004). «Castilla y León y sus topónimos (II)». Rinconete. Centro Virtual Cervantes. ISSN 1885-5008
- Gutiérrez Cuadrado, Juan (1974). Fuero de Béjar, Volúmenes 85-86. [S.l.]: Universidad de Salamanca. 563 páginas. ISBN 846006624X
- de Hervás, Marciano (2001). «La Inquisición en el señorío de Béjar y sus consecuencias, 1514-1515» (PDF). Revista de estudios extremeños. 57 (2). pp. 661–698. ISSN 0210-2854
- Llorente Maldonado, Antonio (1976).  Centro de Estudios Salmantinos, ed. Las comarcas históricas y actuales de la provincia de Salamanca (em espanhol). [S.l.: s.n.] Consultado em 26 de novembro de 2015
- Lora Serrano, Gloria (1986).  Universidad de Alicante, ed. «La feria de Béjar en el siglo XV» (PDF). Anales de la Universidad de Alicante. Historia Medieval (4-5). ISSN 0212-2480
- Martínez Martín, Carmen (1994). «La Universidad de Clérigos de Béjar. Los Contratos de donación y la explotación vitivinícola en el siglo XIV» (PDF). Revista de Estudios Bejaranos (1). pp. 45–58
- Monsalvo Antón, José María (1997). «Las dos escalas de la señorialización nobiliaria al sur del Duero: concejos de villa-y-tierra frente a la señorialización "menor". (Estudio a partir de casos del sector occidental: señoríos abulenses y salmantinos)» (PDF). Revista d'historia medieval (8). pp. 275–338. ISSN 1131-7612
- Muro Castillo, Alberto José (1995). «Notas para el estudio de las fuentes del Derecho medieval de la Alta Extremadura: el Privilegio otorgado por doña Violante de Aragón al lugar de Hervás el 12 de octubre de 1264» (PDF). Anuario de la Facultad de Derecho (12-13). pp. 419–438. ISSN 0213-988X
- Ros Massana, Rosa (1996). «Migraciones artesanos, política señorial y cambios en la especialización productiva en la industria lanera de Béjar, 1691-1782.». Studia Historica. Historia Moderna (14). ISSN 0213-2079
- Sánchez Martín, Javier Ramón (2001). «De la oveja al telar. Ayer y hoy de la industria textil bejarana.» (PDF). Revista de la industria textil (387). pp. 10–18. ISSN 0210-0800
- Sánchez Paso, José A.; Segade Illán, Alberto, Historia de Béjar, ISBN 84-398-9479-1

### Complementar
- Cascón Matas, María del Carmen (2011a). «La Escuela Elemental de Artes e Industrias de Béjar (1852-1902)». El Futuro del Pasado: revista electrónica de historia (2). pp. 601–614. ISSN 1989-9289
- Cascón Matas, María del Carmen (2011b). «Los Arcos de San Juanito de Béjar (Salamanca), una tradición ligada a los ritos vegetales. Explicación y evolución histórica». Revista de folclore (350). Fundación Joaquín Díaz. pp. 4–10. ISSN 0211-1810